# Daniel Ramin Zimmermann
Daniel Ramin Zimmermann (* 1985 in Rom) ist ein deutscher Theater- und Filmschauspieler.

## Leben
Daniel Ramin Zimmermann verbrachte seine ersten Lebensjahre in Rom als Sohn einer iranischen Mutter und eines deutschen Vaters, zog aber bald mit seinen Eltern nach Berlin, wo er die Grundschule besuchte. Als Teenager lebte er einige Jahre in Tübingen, bis er 2006 nach Berlin zurückkehrte, um dort an der Schauspielschule „art of acting“ bis 2009 seine Schauspielausbildung zu absolvieren.
Noch während seiner Ausbildung, wurde er an der Württembergischen Landesbühne Esslingen für eine Produktion engagiert. 2010 bis 2012 war er Ensemblemitglied am hannoverschen Theater fensterzurstadt.
Im Kurzfilm Souterrain von 2010 spielte er die Hauptrolle. Der Film erhielt von der Deutschen Film- und Medienbewertung das Prädikat wertvoll.
Zimmermann spielte diverse Hauptrollen in der Theatersitcom Gutes Wedding, schlechtes Wedding am Berliner Prime Time Theater, wo er von 2012 bis 2017 festes Ensemblemitglied war.
Der Journalist und Theaterkritiker Reinhard Wengierek bezeichnete Daniel Zimmermann in einem Interview mit Alex Berlin als „fantastischen Komödianten [...] mit großer Aura“.
2015 war er unter der Regie von Hartmut Schoen im Hannover-Tatort: Spielverderber in einer Nebenrolle zu sehen.
Die TV-Zeitschriften TV Today und TV Spielfilm hoben in ihrer Programmvorschau Zimmermann als "interessante Entdeckung" hervor.
In der vierteiligen TV-Adaption der Bühnensitcom Gutes Wedding, schlechtes Wedding vom rbb Fernsehen  war er neben Constanze Behrends, Stephan Grossmann und Chris Tall Teil des Hauptcasts.

## Filmografie (Auswahl)
- 2010 Souterrain (Kurzfilm)
- 2013 Luft und Liebe (Kurzfilm)
- 2015 Tatort: Spielverderber (Fernsehfilm)
- 2016 Gutes Wedding, schlechtes Wedding (Fernsehserie, vier Folgen)
- 2017 Für umme (Web-Serie)
- 2024: Gute Zeiten, schlechte Zeiten (Fernsehserie)